# Rumle Kærså
Rumle Hueg Kærså (født 3. januar 2004) er en dansk sanger i den danske popgruppe APHACA og tidligere skuespiller. Han medvirkede i 2016, som 12-årig, i det danske Voice Junior. Han fik sin skuespillerdebut som 15-årig i den danske familiefilm Hacker i 2019.
Han er søn af Rasmus Kærså.